# Cinderella's Eyes
Cinderella's Eyes est le premier album studio enregistré par Nicola Roberts.
Ancienne membre du groupe Girls Aloud, Roberts elle s'est inspirée de son expérience dans la formation. Elle a commencé à enregistrer l'album en 2010 et a coécrit toutes les pistes en collaboration avec Dimitri Tikovoi, Maya von Doll (du groupe électro Sohodolls) et Diplo, ainsi que le groupe électro-pop canadien Dragonette. Le concept de l'album dérive des contes de fées, principalement de Cendrillon.